# 三洋ペイント
三洋ペイント株式会社（さんよう-）は、福岡県北九州市八幡西区に本社を置く、塗装およびリフォームなどを行う企業。

## 営業拠点
日本国内に6支店を構える（2025年（令和7年）3月現在）。

## 主要取引先
- 関西ペイント株式会社（大阪府中央区今橋）
- 関西ペイント販売株式会社
- 荻野化成株式会社（神奈川県横浜市）
- 九州旅客鉄道（JR九州）
- AIG損害保険(株)

## 関連企業
- 三洋造園（福岡県八幡西区穴生）

## 広告
- 福岡ドームに大規模な広告を掲示している（福岡ソフトバンクホークスのメディアスポンサー）。
- 全国的にTV-CM放映。
- 福岡市営地下鉄全駅（35駅）に乗車位置広告掲載。

## 提供番組
- RKBテレビ「今日感テレビ」「探検!九州」
- RKBラジオ